# Horshaga fly naturreservat
Horshaga fly naturreservat är ett naturreservat i Uppvidinge kommuner i Kronobergs län.
Området är skyddat sedan 2021 och är 145 hektar stort. Det är beläget väster om Åseda och består av en stor högmosse.